# Mangli (Pujer)
Mangli is een bestuurslaag in het regentschap Bondowoso van de provincie Oost-Java, Indonesië. Mangli telt 3342 inwoners (volkstelling 2010).